# Gymnasium am Markt (Bünde)

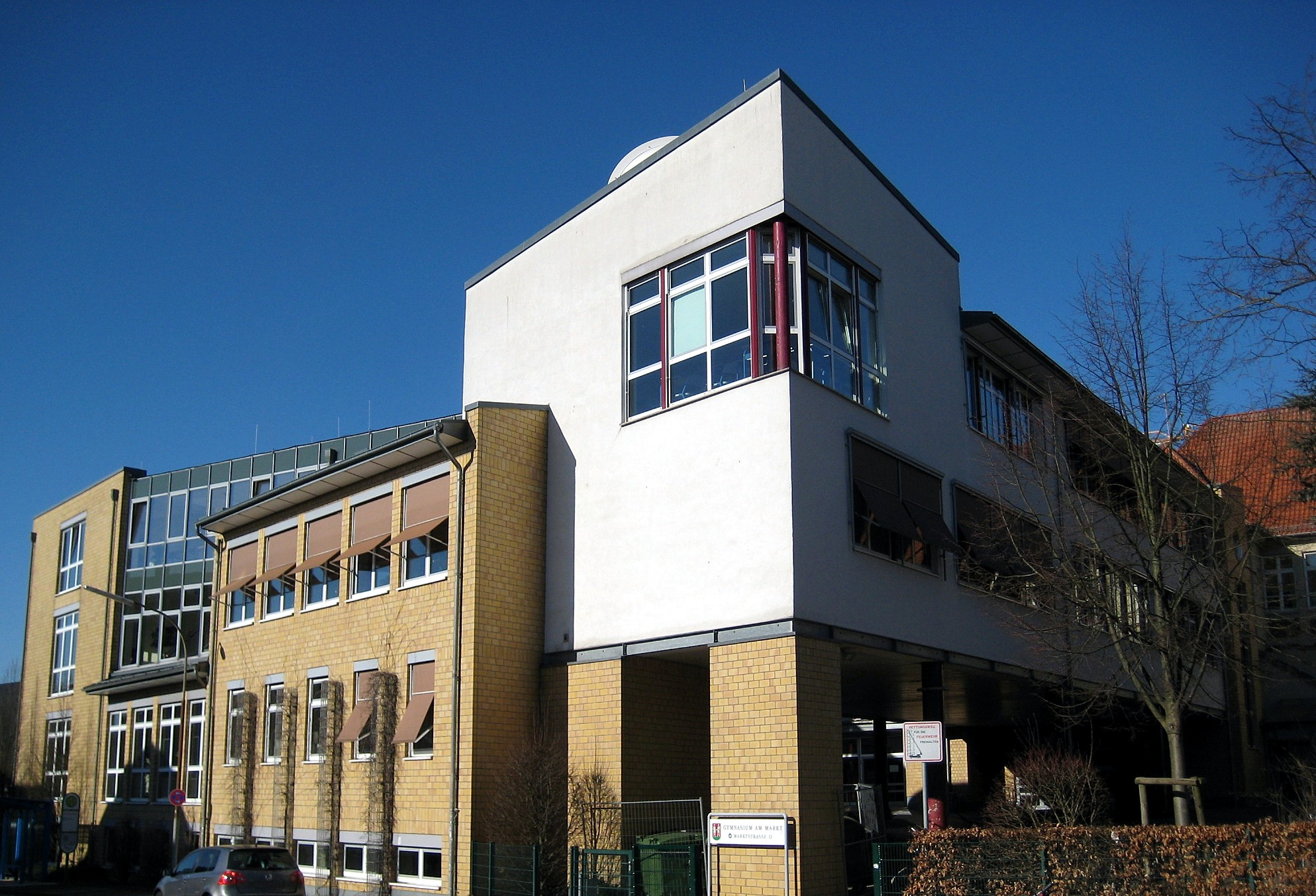
Südwesttrakt mit Solarenergieanlage

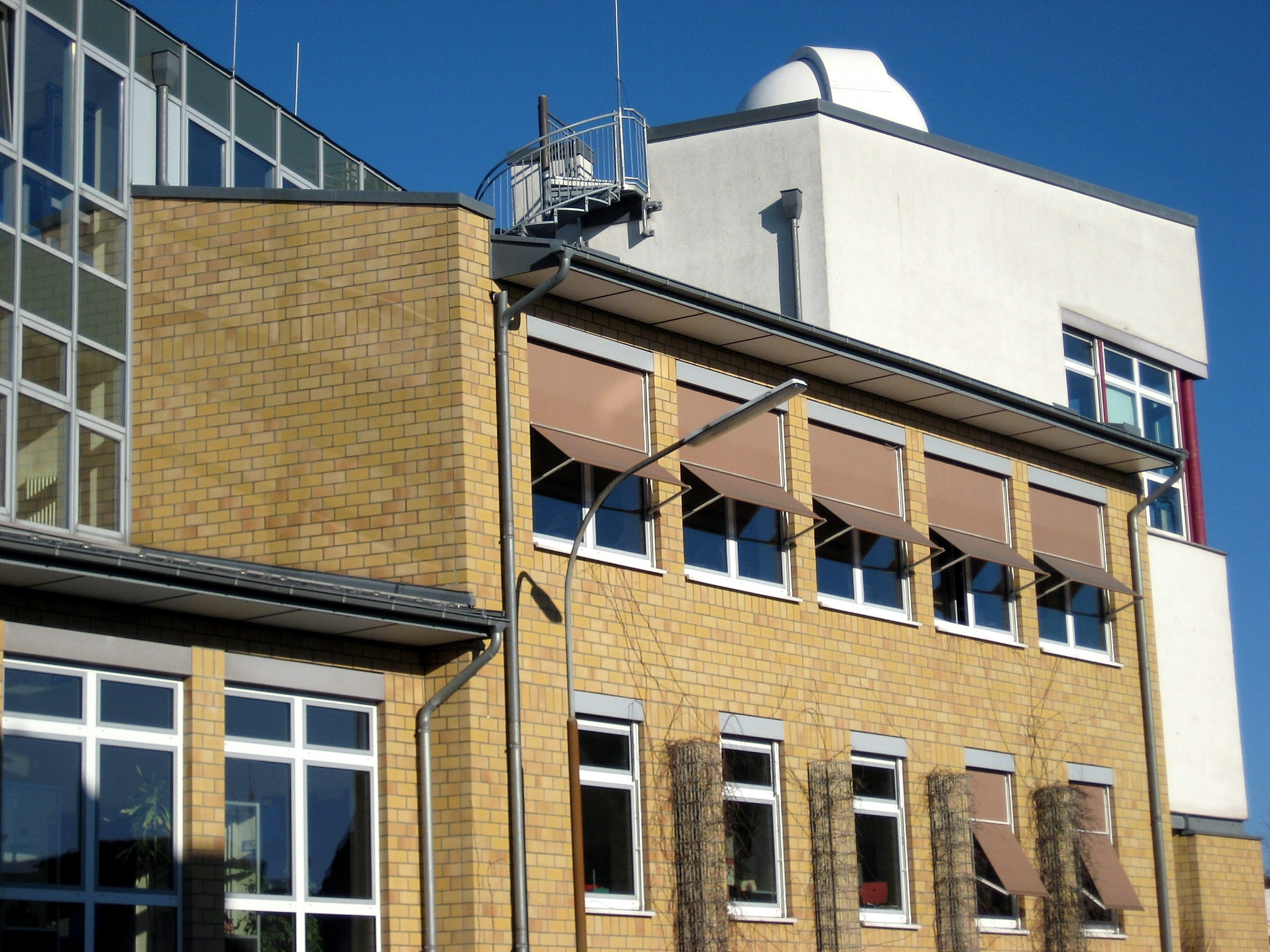
Westseite mit Astronomiekuppel

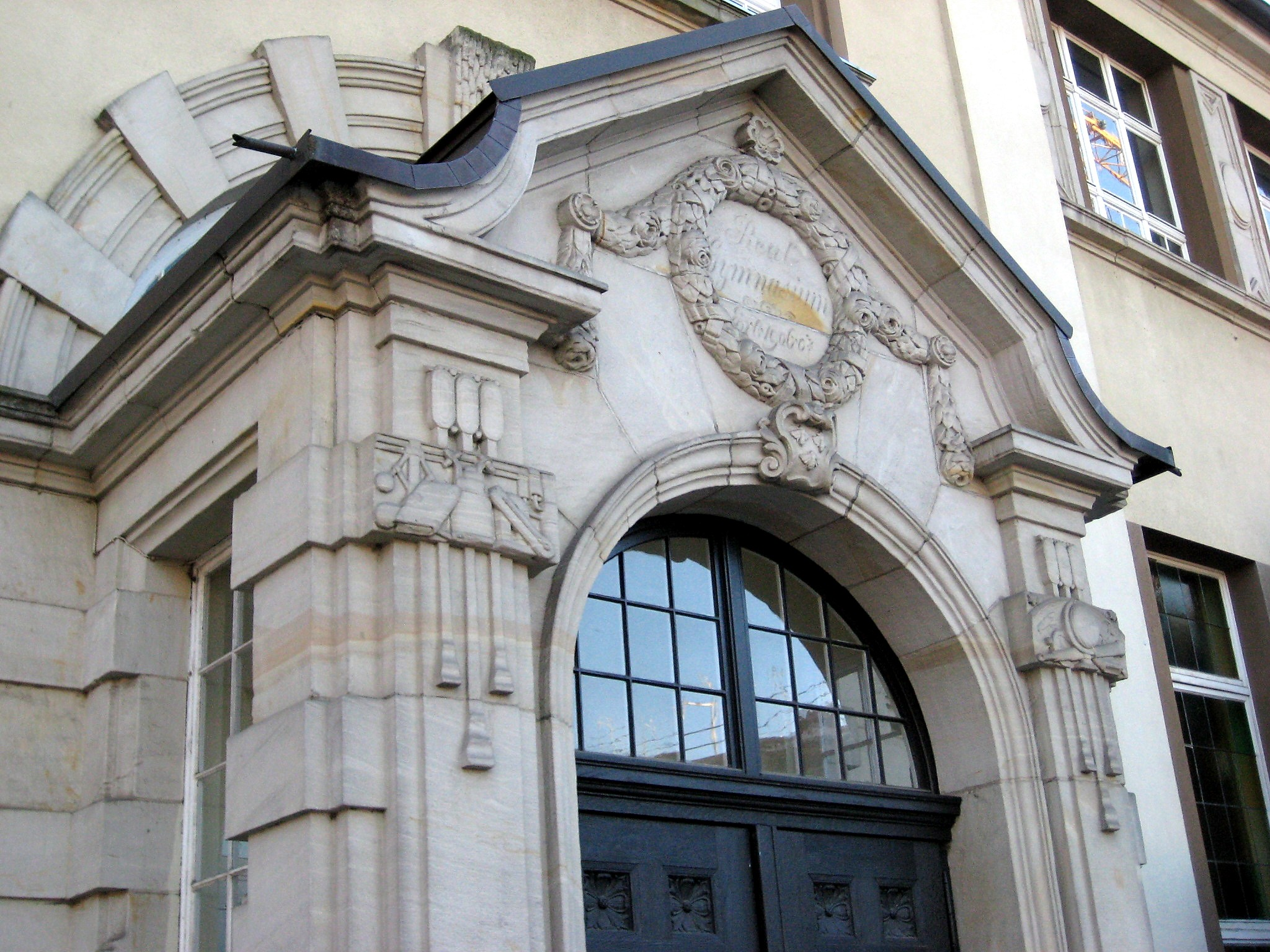
Alte Eingangstür an der Ostseite

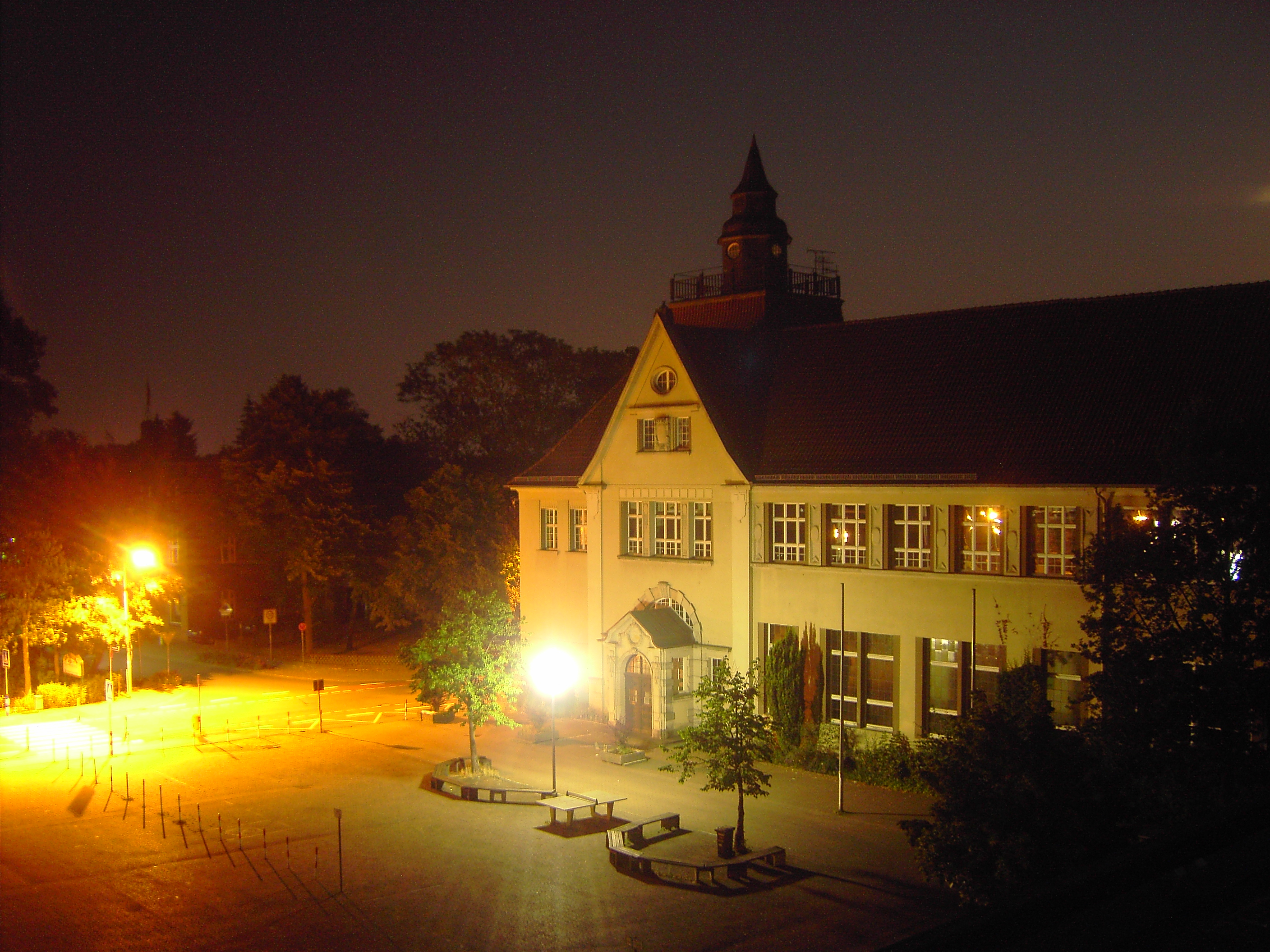
Altbau mit Marktplatz bei Nacht (2006)

Das Gymnasium am Markt (GaM) ist eines von zwei städtischen Gymnasien in der ostwestfälischen Stadt Bünde in Nordrhein-Westfalen.

## Geschichte

### Namensgeschichte
Gegründet wurde die Schule 1882 als Evangelische höhere Privattöchterschule in Bünde, allerdings noch in den Gebäuden Auf'm Rott. Danach änderten sich die Namen in Gehobene evangelische Mädchenschule (ab 1911), Städtisches Lyzeum (ab 1921), Oberschule für Mädchen – Kl. 1-5, Städtisches neusprachliches Progymnasium für Mädchen (ab 1955) und kurzzeitig in Städtisches neusprachliches Gymnasium für Mädchen und Gymnasium für Frauenbildung i. E. 1973 benannte man es endgültig um in Gymnasium am Markt, städtisches Gymnasium für Jungen und Mädchen.

### Baugeschichte
Der Altbau mit seiner Aula wurde 1907 fertiggestellt. Er dient heute der Oberstufe und den neunten Klassen. 1966 wurde der Altbau durch einen Kunst- und einen Musikraum erweitert. In den Jahren 1970 und 1981 folgten weitere Anbauten. Heute stellen diese das Hauptgebäude dar. Hier werden die Unter- und Mittelstufe unterrichtet, und auch die meisten Fachräume und eine Dreifachsporthalle mit Teleskoptribüne befinden sich hier. Ein weiterer Neubau für weitere Fachräume (u. a. Informatikräume mit Internetzugang) und einige Klassenräume sowie eine Astronomiekuppel und Solarenergieanlage wurden 1998 fertig.
Bis etwa 2004 befand sich im Erdgeschoss des Altbaus eine Wohnung für den Hausmeister. Nach dessen Pensionierung begannen umfassende Umbauarbeiten. Seit 2006 existiert dort eine Cafeteria.
Im Schuljahr 2011/2012 wurde ein 1,99 Millionen Euro teurer Anbau fertiggestellt. Darin entstanden neun Klassenräume und ein Musikraum, der den des Altbaus ersetzt.

## Schulleitung
| Jahr    | Name                            |
| ------- | ------------------------------- |
| ab 1882 | Paula Rothert                   |
| ab 1886 | Eugenie Hiddemann               |
| ab 1918 | Alfred Wagner                   |
| ab 1928 | Karl-Friedrich Lange            |
| ab 1936 | Ludwig Benning                  |
| ab 1939 | Ernst Färber                    |
| ab 1947 | Johanne Agahd                   |
| ab 1954 | Wilhelm Brömmelmeier            |
| ab 1973 | Ernst Tilly                     |
| ab 2002 | Bernhard Herrich                |
| ab 2011 | Wolfgang Peuker (kommissarisch) |
| ab 2013 | Karin Stallmann                 |
| ab 2020 | Thomas Holste-Malavasi          |

## Schulpartnerschaften
Partnerschaften bestehen mit einer Schule in Rives (Frankreich) und einer Privatschule auf Malta. Für 2011 ist versuchsweise ein Austauschprogramm mit Struer (Dänemark) vorgesehen. Außerdem findet ein Austausch mit der englischen Stadt Hastings statt. Dagegen wurde der seit 1988 bestehende Austausch mit der Paisley Grammar School in Paisley im Jahr 2006 eingestellt.
Im Jahr 2013 findet zusätzlich eine Dreierbegegnung zwischen dem Gymnasium und Schulen in Kolky in der Ukraine und in Zgierz (Polen) statt.

## Projekte
Die Schule nimmt teil an dem Projekt The Big Challenge, an der Nichtraucherkampagne Be Smart Don’t Start und dem Projekt Schule ohne Rassismus – Schule mit Courage. Beim innerschulischen Projekt „Rettet den Turm“ ging es darum, den renovierungsbedürftigen Schulturm zu erhalten. Auf Initiative der damaligen Klasse 6b und durch Mitwirkung von Bürgern konnte das Projekt 2007 verwirklicht werden.
Das Projekt „It's cool to bike to school“, initiiert vom Gymnasium am Markt, der Stadt und der Polizei Bünde, wurde im Oktober 2008 vom damaligen Bundesverkehrsminister Wolfgang Tiefensee neben Projekten in neun weiteren Kommunen ausgezeichnet. Bei der bundesweiten Aktion unter dem Motto „Kinder sicher unterwegs in Städten“ handelte es sich um einen Verkehrssicherheits-Wettbewerb des ADAC und weiterer, öffentlicher Institutionen.